# Powiat rohatyński (Galicja)
Powiat rohatyński – dawny powiat kraju koronnego Królestwo Galicji i Lodomerii, istniejący w latach 1867–1918.
Siedzibą c.k. starostwa był Rohatyn. Powierzchnia powiatu w 1879 roku wynosiła 11,3194 mil kw. (651,32 km²), a ludność 77 826 osób. Powiat liczył 104 osady, zorganizowane w 93 gminy katastralne.
Na terenie powiatu działały 2 sądy powiatowe – w Rohatynie i Bursztynie.

## Starostowie powiatu
- Rudolf Rzuchowski (Dunin-Rzuchowski, 1870[1], 1871)
- Antoni Andaházy (1876[2])
- Leon Podwiński (od ok. 1876 do ok. 1886)[3][4][5][6][7][8][9][10][11][12][13]
- Wiktoryn Reichelt[14] (1888–1890)

## Komisarze rządowi
- Franciszek Zacharyasiewicz (1871)
- Tytus Karchezy (1879)
- Seweryn Bańkowski (1882)
- Karol Mühlner (1890)

## Komisarze powiatowi
- Roman Słoński (1917)[15]